# Guelta Zerka
Guelta Zerka est une commune de la wilaya de Sétif en Algérie.

## Histoire
Les plus anciens vestiges de l'expansion des hominidés en Afrique du Nord ont été découverts à Aïn El Ahnech, sur le territoire de la commune, en 1947,.